# 20-та танкова дивізія (СРСР)
20-та танкова Звенигородська Червонопрапорна дивізія (20 ТД, в/ч 70413) — військове з'єднання танкових військ Радянської армії, що існувало у 1945—1990 роках. Дивізія створена 4 липня 1945 року на основі 20-го танкового корпусу в місті Свєнтошув, Польща. Дивізія відносилася до боєготових першого ешелону, тому була укомплектована особовим складом і технікою майже на 100% від штатної чисельності.

## Історія
Дивізія створена 4 липня 1945 року на основі 20-го танкового корпусу в місті Свєнтошув, Польща.
Реорганізація від 6 травня 1954 року:
- 7-й гвардійський мотострілецький полк було перейменовано на 137-й гвардійський механізований полк
- 1052-й гвардійський артилерійський полк був створений на основі 291-го гвардійський мінометний полк та 000 окремий гаубичний артилерійський дивізіон
- 96-й окремий мотоциклетний батальйон був перейменований на 96-й окремий розвідувальний батальйон
- створено 488-му окрема рота хімічного захисту

У квітні 1955 року 1711-й зенітний артилерійський полк було перейменовано на 459-й зенітний артилерійський полк.
Реорганізація від 25 червня 1957 року (наказ від 12 березня 1957):
- 137-й гвардійський механізований полк було перейменовано на 255-й гвардійський мотострілецький полк
- 80-й танковий полк було розформовано
- 76-й гвардійський важкий танковий самохідний полк був прейменований на 76-й гвардійський важкий танковий полк

У 1960 році розформовано 70-й окремий навчальний танковий батальйон.
У 1961 році створено 595-й окремий ракетний дивізіон.
Від 19 лютого 1962 року створено 70-й окремий ремонтно-відновлювальний батальйон.
Від 22 лютого 1968 року нагороджено орденом Червоного Прапора.
У 1968 році 206-й окремий саперний батальйон перейменовано на 206-й окремий інженерно-саперний батальйон.
У 1972 році 488-ма окрема рота хімічного захисту розгорнута на 000 окремий батальйон хімічного захисту.
Від 1980 року 000 окремий моторизований транспортний батальйон переформовано на 1082-й окремий батальйон матеріального забезпечення.
Від 30 жовтня 1982 року 255-й гвардійський мотострілецький полк було передано до складу 82-ї мотострілецької дивізії, та заміщено на 144-й мотострілецький полк, з її ж складу.
У 1985 році 000 окремий батальйон хімічного захисту згорнуто в 336-ту окрему роту хімічного захисту.
В кінці жовтня 1990 року почався вивід Західної групи військ з НДР, разом з яким виводилася і 20-та танкова дивізія з Польщі. Початково планувалось 20-ту танкову дивізію розмістити в Україні в районі Черкас. Проте проголошення незалежності в серпні 1991 року обумовили вивід цього з'єднання на територію Росії, за винятком 76-го танкового полку.
Дивізія була розформована в 1992 році на території Росії.

## Структура
Протягом історії з'єднання його стурктура та склад неодноразово змінювались.

### 1946
- 8-й гвардійський танковий полк
- 80-й танковий полк
- 155-й танковий полк
- 7-й гвардійський мотострілецький полк
- 76-й гвардійський важкий танковий самохідний полк
- 291-й гвардійський мінометний полк
- 1711-й зенітний артилерійський полк
- 000 окремий гаубичний артилерійський дивізіон
- 406-й окремий гвардійський мінометний дивізіон
- 96-й окремий мотоциклетний батальйон
- 206-й окремий саперний батальйон
- 710-й окремий батальйон зв'язку
- 219-й окремий санітарно-медичний батальйон
- 681-й окремий автотранспортний батальйон
- 70-й окремий навчальний танковий батальйон

### 1960
- 8-й гвардійський танковий полк (Свєнтошув, Польща)
- 76-й гвардійський важкий танковий полк (Страхов, Польща) - 1962 перейменовано на 76-й гвардійський танковий полк
- 155-й танковий полк (Свєнтошув, Польща)
- 255-й гвардійський мотострілецький полк (Свєнтошув, Польща)
- 1052-й гвардійський артилерійський полк (Свєнтошув, Польща)
- 459-й зенітний артилерійський полк (Свєнтошув, Польща)
- 96-й окремий розвідувальний батальйон (Свєнтошув, Польща)
- 206-й окремий саперний батальйон (Свєнтошув, Польща)
- 710-й окремий батальйон зв'язку (Свєнтошув, Польща)
- 488-ма окрема рота хімічного захисту (Свєнтошув, Польща)
- 219-й окремий санітарно-медичний батальйон (Свєнтошув, Польща)
- 681st окремий моторизований транспортний батальйон (Свєнтошув, Польща)

### 1970
- 8-й гвардійський танковий полк (Свєнтошув, Польща)
- 76-й гвардійський танковий полк (Страхов, Польща)
- 155-й танковий полк (Свєнтошув, Польща)
- 255-й гвардійський мотострілецький полк (Свєнтошув, Польща)
- 1052-й гвардійський артилерійський полк (Свєнтошув, Польща)
- 459-й зенітний артилерійський полк (Свєнтошув, Польща)
- 595-й окремий ракетний дивізіон (Свєнтошув, Польща)
- 96-й окремий розвідувальний батальйон (Свєнтошув, Польща)
- 206-й окремий інженерно-саперний батальйон (Свєнтошув, Польща)
- 710-й окремий батальйон зв'язку (Свєнтошув, Польща)
- 488-ма окрема рота хімічного захисту (Свєнтошув, Польща)
- 70-й окремий ремонтно-відновлювальний батальйон (Свєнтошув, Польща)
- 219-й окремий санітарно-медичний батальйон (Свєнтошув, Польща)
- 681st окремий моторизований транспортний батальйон (Свєнтошув, Польща)

### 1980
- 8-й гвардійський танковий полк (Свєнтошув, Польща)
- 76-й гвардійський танковий полк (Страхов, Польща)
- 155-й танковий полк (Свєнтошув, Польща)
- 255-й гвардійський мотострілецький полк (Свєнтошув, Польща)
- 1052-й гвардійський артилерійський полк (Свєнтошув, Польща)
- 459-й зенітний ракетний полк (Свєнтошув, Польща)
- 595-й окремий ракетний дивізіон (Свєнтошув, Польща)
- 96-й окремий розвідувальний батальйон (Свєнтошув, Польща)
- 206-й окремий інженерно-саперний батальйон (Свєнтошув, Польща)
- 710-й окремий батальйон зв'язку (Свєнтошув, Польща)
- 000 окремий батальйон хімічного захисту (Свєнтошув, Польща)
- 70-й окремий ремонтно-відновлювальний батальйон (Свєнтошув, Польща)
- 219-й окремий медичний батальйон (Свєнтошув, Польща)
- 1082-й окремий батальйон матеріального забезпечення (Свєнтошув, Польща)

### 1988
- 8-й гвардійський танковий полк (Свєнтошув, Польща)
- 76-й гвардійський танковий полк (Страхов, Польща)
- 155-й танковий полк (Свєнтошув, Польща)
- 144-й мотострілецький полк (Свєнтошув, Польща)
- 1052-й гвардійський артилерійський полк (Свєнтошув, Польща)
- 459-й зенітний ракетний полк (Свєнтошув, Польща)
- 595-й окремий ракетний дивізіон (Свєнтошув, Польща)
- 96-й окремий розвідувальний батальйон (Свєнтошув, Польща)
- 206-й окремий інженерно-саперний батальйон (Свєнтошув, Польща)
- 710-й окремий батальйон зв'язку (Свєнтошув, Польща)
- 336-ма окрема рота хімічного захисту (Свєнтошув, Польща)
- 70-й окремий ремонтно-відновлювальний батальйон (Свєнтошув, 	Польща)
- 219-й окремий медичний батальйон (Свєнтошув, Польща)
- 1082-й окремий батальйон матеріального забезпечення (Свєнтошув, Польща)

## Командування
- генерал-майор Юшкевич Олександр Володимирович[2]

## Розташування
- Штаб (Свєтошув): 51 28 14N, 15 23 43E
- Свєтошувські казарми (визначення США: Swietoszów 201): 51 28 20N, 15 23 	48E
- Страховські казарми (визначення США: Pstraze 210): 51 26 40N, 15 33 57E

## Оснащення
Оснащення на 5.74:
- 325 Т-54/55

Оснащення на 19.11.90 (за умовами УЗЗСЄ):
- Штаб дивізії: 1 Р-145БМ, 1 Р-156БТР та 1 ПУ-12
- 8-й гвардійський танковий полк: 92 Т-80, 25 БМП-2, 29 БМП-1, 2 БРМ-1К, 10 БТР-60, 18 2С1 «Гвоздика», 6 2С12 «Сані», 2 БМП-1КШ, 2 ПРП-3, 3 РХМ, 2 Р-145БМ, 2 ПУ-12 та 3 МТ-55А
- 76-й гвардійський танковий полк: 94 Т-80, 22 БМП-2, 30 БМП-1, 2 БРМ-1К, 2 БТР-60, 18 122-мм гаубиця Д-30, 6 2С12 «Сані», 2 БМП-1КШ, 2 ПРП-3, 3 РХМ, 2 Р-145БМ, 2 ПУ-12, 1 МТП-1, 3 МТ-55А та 20 МТ-ЛБТ
- 155-й танковий полк: 92 Т-80, 42 БМП-2, 12 БМП-1, 2 БРМ-1К, 2 БТР-60, 18 122-мм гаубиця Д-30, 6 2С12 «Сані», 2 БМП-1КШ, 2 ПРП-3, 3 РХМ, 2 Р-145БМ, 2 ПУ-12, 1 МТП-1, 3 МТ-55А та 20 МТ-ЛБТ
- 144-й мотострілецький полк: 31 Т-80, 49 БМП-2, 40 БМП-1, 2 БРМ-1К, 18 2С1 «Гвоздика», 12 2С12 «Сані», 2 БМП-1КШ, 2 ПРП-3, 1 Р-145БМ, 2 ПУ-12, 2 МТП-1 та 1 МТ-55А
- 1052-й гвардійський артилерійський полк: 20 Т-80, 1 БТР-60, 36 2С3 «Акація», 18 БМ-21 «Град», 4 ПРП-3, 3 1В18, 1 1В19 та 1 РХМ
- 459-й зенітний ракетний полк: ЗРК «Оса» (SA-8) та 5 ПУ-12
- 595-й окремий ракетний дивізіон: 3 Р-145БМ
- 96-й окремий розвідувальний батальйон: 6 Т-80, 10 БМП-2, 7 БРМ-1К, 6 БТР-60, 1 Р-145БМ та 1 Р-156БТР
- 710-й окремий батальйон зв'язку: 19 Р-145БМ та 1 Р-156БТР
- 206-й окремий інженерно-саперний батальйон: 4 БТР-60, 1 ІМР та 2 УР-67